# Daksa
 Ovo je glavno značenje pojma Daksa. Za druga značenja pogledajte Daksa (razdvojba).
Daksa je najmanji otočić iz skupine Elafitskih otoka, kod Dubrovnika.
Površine je 5 ha, najviša točka je 24 metra, na sjeverozapadnom rtu Dakse je svjetionik "Otočić Daksa" na otoku.
Stoljećima je bio okupljalište religioznih ljudi i redovnika iz cijele Europe koji su boravili u samostanu na Daksi, što ga je dao sagraditi Sabo Getaldić 1281. godine. Mir i tišina su odgovarali franjevcima koji su tu živjeli do dolaska Napoleonove vojske 1806. godine. Danas su od ovog samostana ostale samo ruševine. Uz samostan se nalazila crkvica Svetog Sabina, četverokatna kula koja je služila kao utvrda i zvonik.
Na Daksi se mogu vidjeti i ostatci kapelica, takozvanih oratorija, jedinstvenog križnog puta na Daksi. Otok su za vrijeme korizme masovno posjećivali građani Dubrovnika, Zatona, Vrbice, Lozice i Gruža, tako da je križni put s postajama u vidu kapelice bio značajan za cijelu okolicu Dakse.
Prije dolaska Napoleona, vojska gradi utvrde i nastambe za svoj smještaj. Nakon što su se izmijenile francuska i austrijska vojska, uništivši sakralne objekte na otoku, Daksu je kupio poljski knez Aleksander Poninski, i na prilično opustošenom otoku počeo saditi borove, lovorike, limunova stabla, čemprese. Obnovio je čak i samostan opremivši ga vrijednom i starom bibliotekom s više od 4000 knjiga i 200 manuskripta.
Međutim, Prvi i Drugi svjetski rat onemogućili su taj posljednji pokušaj da se otoku vrati ugled i značenje.
Na otoku se koncem Drugog svjetskog rata, u listopadu 1944. godine, dogodio veliki ratni zločin (Pokolj na otoku Daksi) nad civilima Hrvatima.

## Vanjske poveznice
|  | Zajednički poslužitelj ima još gradiva o temi Daksa |